# Plebulina emigdionis
Genre
Espèce
Plebulina emigdionis est une espèce de lépidoptères (papillons) de la famille des Lycaenidae, endémique de Californie. Elle est l'unique représentante du genre monotypique Plebulina.

## Description
L’imago de Plebulina emigdionis est un petit papillon dont le mâle a le dessus bleu pâle avec une large bordure brune, tandis que la femelle est brune avec un peu de bleu dans la zone basale. Les deux sexes ont sur l'aile postérieure une bande submarginale orange aux contours flous,. 
Le revers des deux sexes est gris clair ponctué de noir, avec à l'aile postérieure une bande submarginale orange fine et pâle et des points marginaux noirs cerclés de bleu argenté. Les points postdiscaux de l'aile antérieure ont une forme allongée.

## Distribution
L'espèce est endémique du Sud de la Californie, où elle est très localisée,.

## Biologie
L'espèce vole au printemps et occasionnellement en été, en 1 à 3 générations.
La plante hôte de ses chenilles est Atriplex canescens,.

## Systématique et phylogénie
L'espèce actuellement appelée Plebulina emigdionis a été décrite par l'entomologiste américain Fordyce Grinnell en 1905, sous le nom initial de Lycaena emigdionis,.
Elle est l'espèce type et l'unique espèce du genre monotypique Plebulina, qui a été décrit par l'écrivain et lépidoptériste Vladimir Nabokov en 1945.
Ce genre a cependant été mis en synonymie avec Plebejus par de nombreux auteurs, avant d'être réhabilité par de récentes études de phylogénétique moléculaire,. 
Ces études montrent que Plebulina est le groupe frère du genre Icaricia, lui aussi néarctique. L'ancêtre commun à ces deux genres aurait colonisé l'Amérique du Nord en venant d'Asie par le détroit de Béring il y a environ 9,3 millions d'années, et Plebulina aurait divergé d’Icaricia il y a environ 5,5 millions d'années.

## Nom vulgaire
Plebulina emigdionis est appelé San Emigdio Blue en anglais.